# Zygmunt Kęska
Zygmunt Kęska ps. „Świt” vel. „Krewny” (ur. 20 stycznia 1917 w Witebsku, zm. 3 kwietnia 1946 w Warszawie) – porucznik, żołnierz ZWZ-AK oraz Zrzeszenia WiN.

## Życiorys

### Działalność w wojsku
Był synem Tomasza Kęski i Wiktorii z domu Jakubik. W latach międzywojennych mieszkał w Dęblinie. W latach 1938–1939 uczestniczył w dywizyjnym kursie podchorążych rezerwy przy 28 Dywizji Piechoty, który ukończył w stopniu kaprala podchorążego rezerwy. Brał udział w wojnie obronnej 1939 r. Na początku 1940 r. zaangażował się w działalność konspiracyjną, początkowo jako członek ZWZ, a następnie AK pod ps. „Świt”. Do lipca 1944 r. walczył w oddziale partyzanckim Mariana Bernaciaka ps. „Orlik”, działającego na Lubelszczyźnie. Po jego rozwiązaniu powrócił do domu, ale od kwietnia 1945 r. ponownie znalazł się w szeregach reaktywowanego oddziału M. Bernaciaka, w którym objął funkcję dowódcy samodzielnej kompanii. Używał wtedy ps. „Krewny”. Na czele swojej kompanii odniósł wiele sukcesów w walce z UB, MO i KBW. Prowadził też akcje propagandowe.
W początkach kwietnia 1945 zaskoczony przez grupę operacyjną UBP i KBW, objął dowództwo nad oddziałem. Po krótkiej walce trzydziestu żołnierzy KBW złożyło broń i przeszło na stronę „Świta”. Oddział za namową nowo przyjętych odczekał na następną grupę KBW i gdy ta nadeszła, po krótkiej wymianie zdań kolejnych sześćdziesięciu żołnierzy poddało się i przeszło dobrowolnie do oddziału „Świta”. Z tych żołnierzy wkrótce zorganizowano III pluton. 16 kwietnia 1945 na rozkaz „Orlika” wspólnie z Wacławem Rejmakiem „Ostoją” zdobył posterunek MO w Adamowie, pow. Łuków. 24 kwietnia 1945 r. ubezpieczał atak oddziału M.Bernaciaka na Powiatowy Urząd Bezpieczeństwa Publicznego w Puławach. Jedną z jego najbardziej spektakularnych akcji było przemaszerowanie 1 maja 1945 r. na czele swojego oddziału krokiem defiladowym przez Kock, a następnie wygłoszenie na rynku uroczystego przemówienia. 14 czerwca 1945 r. rozbroił posterunek MO w Żelechowie. Nocą z 27 na 28 lipca 1945 r. współuczestniczył w zasadzce koło Dęblina na pociąg przewożący do więzienia we Wronkach b. członków AK. Uwolniono wtedy ok. 120 więźniów, m.in. ppłk. Antoniego Żurowskiego ps. „Andrzej” vel. „Bóbr” i ppłk. Henryka Krajewskiego ps. „Trzaska” vel. „Leśny”. Również w czasie tej akcji sześćdziesięciu konwojentów – żołnierzy LWP przeszło na stronę „leśnych”, pozostali z ochrony pociągu zostali puszczeni wolno.

### Więzienie, śmierć
Został aresztowany 22 października 1945 i skazany 8 marca 1946 przez Sąd Okręgowy w Warszawie (nr sprawy W.1516/46) na podstawie art. 3 Dekretu na karę śmierci. Wyrok wykonano 3 kwietnia 1946 r. w więzieniu karno-śledczym na Pradze. Jego ciało zostało potajemnie pochowane na Cmentarzu Bródnowskim, kw.45 N, rząd 1, grób 5, nr ewidencyjny księgi pochowanych 1351. Grób symboliczny znajduje się na Cmentarzu Wojskowym na Powązkach w Warszawie w Kwaterze „Na Łączce”.
3 lipca 2015 roku IPN ogłosił, że przy jednej z czaszek znalezionych w czasie prac na cmentarzu Bródnowskim znaleziono również szczoteczkę do zębów należącą do por. Zygmunta Kęski.
Był odznaczony Krzyżem Walecznych. W 2007 roku został pośmiertnie odznaczony Krzyżem Oficerskim Orderu Odrodzenia Polski.